# Patriotische Union Kurdistans
Die Patriotische Union Kurdistans (PUK; kurdisch یەکێتیی نیشتمانیی کوردستان, Yekêtiy Nîştimaniy Kurdistan) ist eine kurdische Partei im Irak. Die Partei bildet die Opposition zur Demokratischen Partei Kurdistans. Mit der Zeit näherte sich die Partei immer weiter der politischen Mitte, so dass sie heute ein Programm vertritt, das nach westlichen Maßstäben als sozialdemokratisch bezeichnet werden kann.

## Geschichte
Die PUK wurde 1975 von Dschalal Talabani und weiteren kurdischen Politikern wie Nawschirwan Mustafa, Ibrahim Ahmed und Guerillaführern wie Ali Askari gegründet. Sie ging aus der Fusion der „Sozialistischen Bewegung“ Askaris und der Komala, eines Zirkels in der PDK hervor. Ihr erster Sekretär war Šaswar Celal. Talabani und Mustafa drängten in der neuen Partei den marxistischen Einfluss zugunsten des „Kurdayetî-Konzepts“ zurück. Man einigte sich darauf, dass Talabani im Ausland für Unterstützung für die PUK warb und dass Mustafa im Irak die PUK organisierte.
Im Ersten Golfkrieg unterstützte die Partei den Iran. Die Zentralregierung des Irak rächte sich dafür mit dem Einsatz chemischer Waffen gegen die kurdische Bevölkerung des Nordirak.
Nach den ersten freien Wahlen in der kurdischen Autonomieregion im Nordirak im Jahr 1992 einigten sich die PUK und die DPK auf die gleiche Anzahl von Mandaten. Beide Parteien beabsichtigten gemeinsam zu regieren. 1993 kam es jedoch zu einem Konflikt zwischen den beiden Parteien im Nordirak. Dieser mündete 1994 in den DPK-PUK-Konflikt, in dessen Folge besetzten Peschmergas der PUK das kurdische Regionalparlament. Die Rivalität beider Parteien führte 1994 zur Zweiteilung der kurdischen Gebiete im Nordirak. Der Nordwesten der Gebiete wurde von der DPK kontrolliert, der Südosten stand unter dem Einfluss der PUK. 1998 einigten sich beide Parteien auf die Unterzeichnung eines Friedensvertrages.
Der Führer der PUK, Talabani, war bei mehreren von der PKK ausgerufenen einseitigen Waffenstillständen gegen die Türkei maßgeblich beteiligt. Hierbei nahm er an Pressekonferenzen zusammen mit Abdullah Öcalan teil.
Zur Wahl eines Übergangsparlaments nach dem Irak-Krieg 2003 schloss sich die PUK mit der DPK sowie weiteren kleineren Parteien zur Demokratischen Patriotischen Allianz Kurdistans (auch Kurdische Allianz genannt) zusammen. Das Wahlbündnis gewann bei der Wahl am 30. Januar 2005 25,7 % und somit 71 von insgesamt 275 Sitzen in der irakischen Nationalversammlung, die als Übergangsparlament eine neue Verfassung erarbeitete. In der irakischen Regierung 2005 waren acht Mitglieder der Kurdischen Allianz Minister, davon fünf von der PUK. Bei den Parlamentswahlen 2010 gewann das kurdische Parteienbündnis 43 von 325 Sitzen. Gegenwärtig stellt die PUK keinen Minister im Kabinett von Nuri al-Maliki.
Zu den Wahlen des kurdischen Parlaments bekam die PUK große Konkurrenz durch die Partei Gorran, deren Vorsitzender bis zu seinem Tod 2017 Nawschirwan Mustafa war. Nach mehrjährigen teils heftigen Konflikten schlossen Gorran und die Patriotische Union Kurdistans am 17. Mai 2016 ein Abkommen über eine politische Zusammenarbeit, das die Bildung von Allianzen im Parlament und gemeinsamen Listen bei Wahlen ermöglicht.
Seit dem Tod Talabanis ist Kosrat Rasul Ali kommissarischer Generalsekretär der PUK.

## Streit um den Parteivorsitz
Im Februar 2020 wurden Bafel Talabani, ein Sohn des Parteigründers, und dessen Cousin Lahur Talabani zu gemeinsamen Vorsitzenden der PUK gewählt. Am 12. Juli 2021 erklärten die Medien der PUK Bafel Talabani zum alleinigen Parteivorsitzenden, die Lahur Talabani unterstehenden Medien benannten ihn aber weiterhin als Co-Vorsitzenden. Im Verlauf des Streits wurden der Chef des Parteigeheimdienstes Zanyari und der Kommandant einer Anti-Terror-Einheit, die Lahur nahestanden, durch zu seinem Cousin Bafel loyale Personen ersetzt. Beobachter der politischen Lage führen diese in erster Linie auf einen innerfamiliären Streit zurück und schließen einen Gegenangriff Lahur Talabanis nicht aus. Bei ihrem Vorgehen durchsuchten kurdische Sicherheitskräfte auch die Lahur Talabani nahestehende Fernsehstation iPLUS, das Komitee zum Schutz von Journalisten forderte die kurdischen Behörden daraufhin auf, dem Sender den sofortigen Weiterbetrieb zu ermöglichen.